# NSU-Fiat

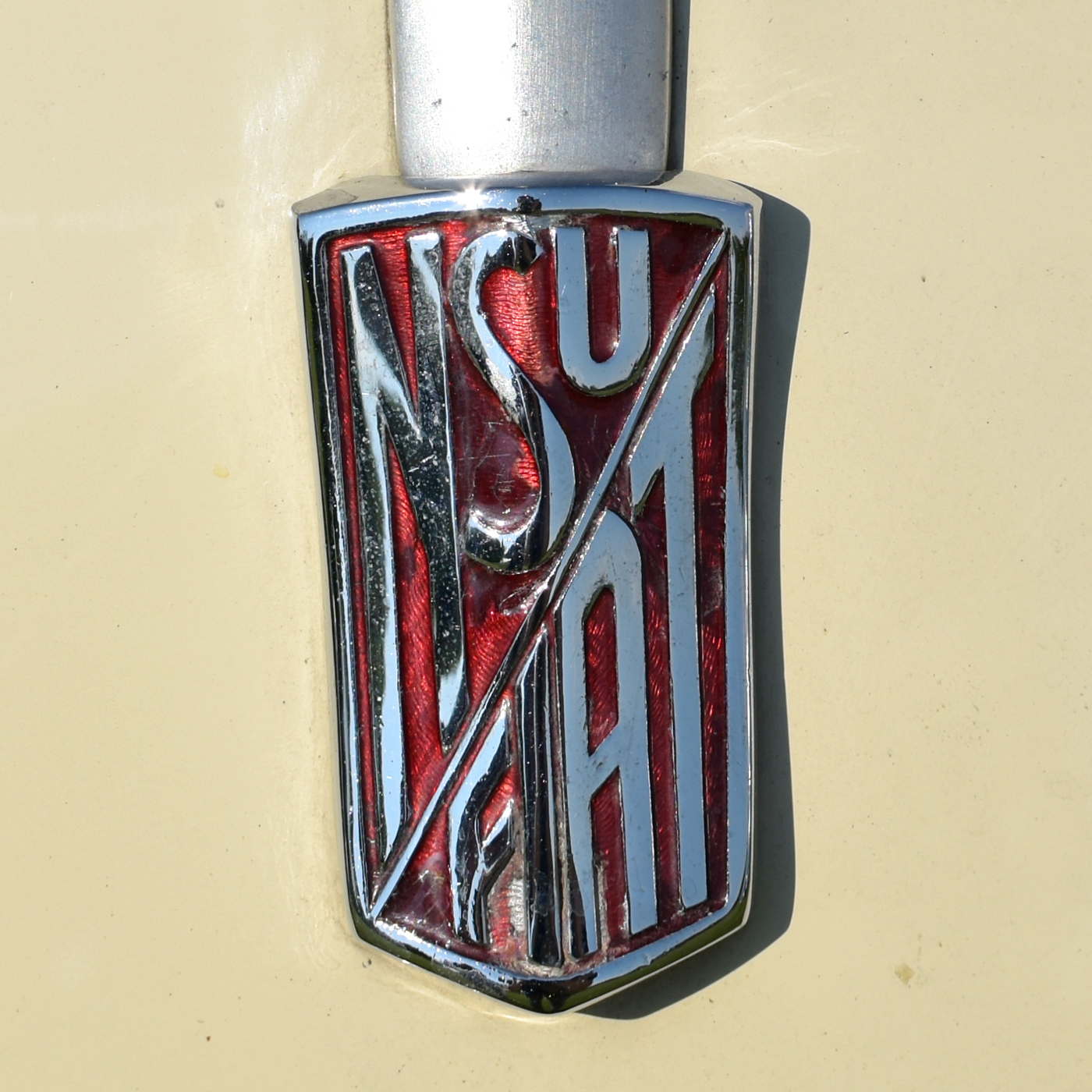
Embleem van NSU-Fiat

NSU-Fiat was een Duitse autofabrikant die die van 1929 tot 1957 FIAT-voertuigen onder licentie produceerde in een fabriek in Heilbronn die was overgenomen van NSU. In 1957 werd de naam die werd gebruikt voor de door FIAT ontworpen auto's gewijzigd in Neckar. Het bedrijf bleef tot 1973 modellen van FIAT en Autobianchi in Duitsland produceren.

## Beschrijving
Nadat Vereinigte Fahrzeugwerke AG Neckarsulm in financiële moeilijkheden was geraakt als gevolg van de gedwongen overname van Schebera Automobilwerke AG in Berlijn, kreeg het bedrijf steun van de Italiaanse Fiat-groep en de Dresdner Bank. In de zomer van 1929 werd NSU Automobil AG opgericht met een aandelenwaarde van 2,0 miljoen Reichsmark. Van NSU werden de nieuwe fabriek in Heilbronn en enkele NSU 7/34 pk-auto's overgenomen. Onafhankelijk daarvan bleef NSU in Neckarsulm bestaan, wat later zou leiden tot naamgevingsconflicten.
Het NSU-model werd tot 1931 gebouwd. Daarnaast werd geprobeerd om de Fiat 522 als NSU uit te brengen, maar dit leidde niet tot het gehoopte resultaat. In 1934 werd voor het eerst in eigen beheer een NSU-Fiat 1000 uitgebracht, een licentieversie van de Italiaanse Fiat 508 Balilla. Net als het Italiaanse origineel kreeg de auto in 1938 ook een motor van 1100 cc. In 1936 werden de NSU-Fiat 1500 en 1937 de NSU-Fiat 500, eveneens Italiaanse licentieproducten, toegevoegd. Overigens werden in Duitsland ook Fiat-auto's uit Italiaanse productie verkocht. In 1941 stopte het bedrijf vanwege de Tweede Wereldoorlog met haar activiteiten.

### Na de Tweede Wereldoorlog
Na de Tweede Wereldoorlog werden weer in licentie geproduceerde Italiaanse Fiat-modellen aangeboden, namelijk de volgende:
- NSU-Fiat 500 C (= Fiat Topolino C) 1951-1955, 9.064 stuks
- NSU-Fiat Weinsberg 500 (Coupé en Limousette gebaseerd op de Fiat 500) 1959-1963, 6.228 stuks
- NSU-Fiat Jagst 600/770 (= Fiat 600) 1956-1969, 171.355 stuks
- NSU-Fiat 850 Adria (= Fiat 850) 1965-1967, 6.619 stuks
- NSU-Fiat Neckar/Europa (= Fiat 1100-103) 1953-1968, 159.731 stuks
- NSU-Fiat 1400/1900 (= Fiat 1400/1900) 1953-1954, 1.400 stuks
- Fiat 124 1967-1972, 18.979 stuks
- Fiat 125 1968-1972, 13.033 stuks
- Fiat 128 1970-1973, 27.088 stuks

### Naamgevingsconflict

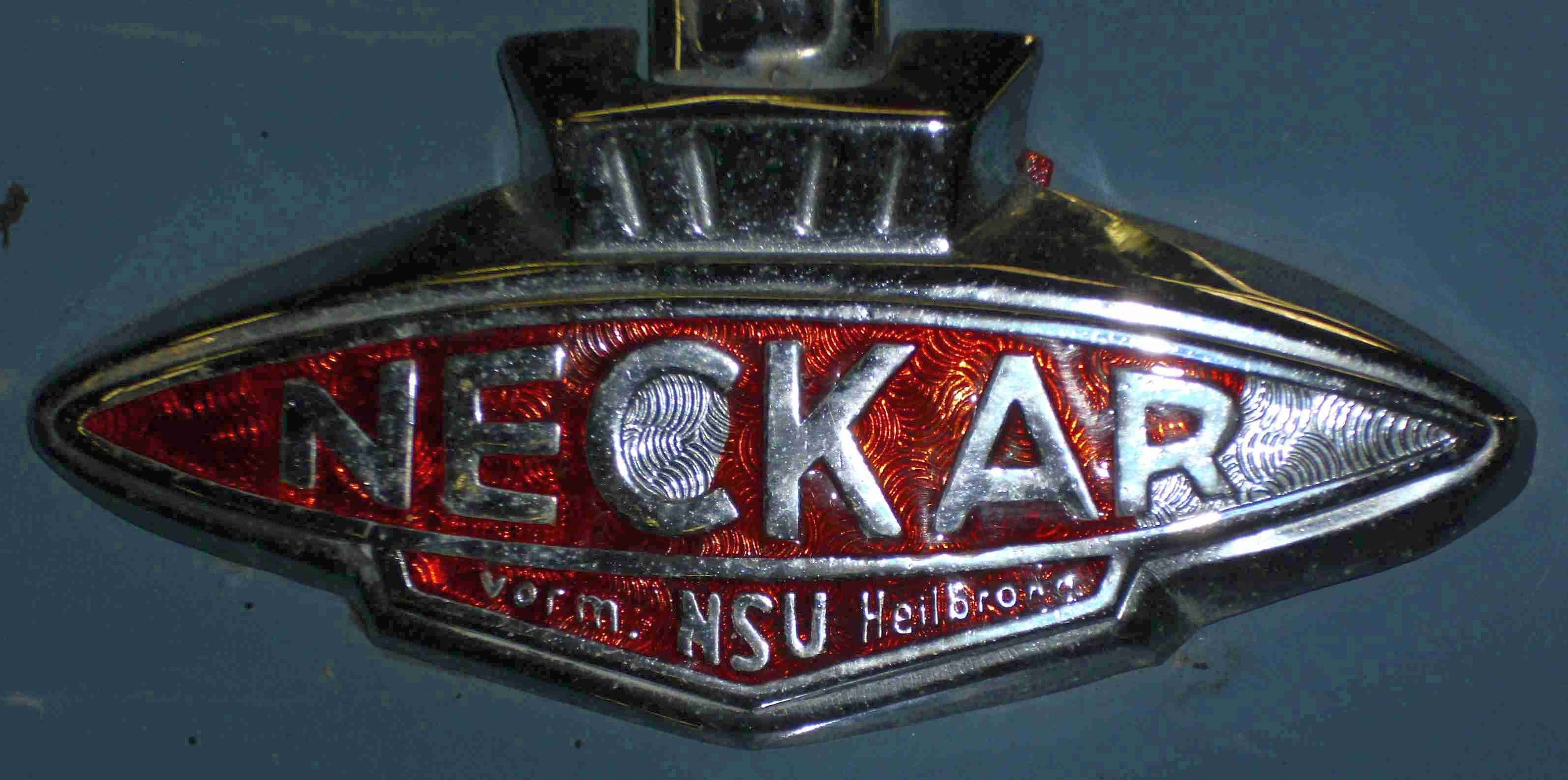
Embleem van Neckar

In 1958 begon NSU met de productie van de NSU Prinz in Neckarsulm. Zo waren er twee auto's van verschillende fabrikanten met dezelfde merknaam op de Duitse markt. Na een juridisch geschil tussen FIAT en NSU werd in oktober 1959 een minnelijke schikking bereikt. Vanaf 1 januari 1960 heette NSU Automobil AG voortaan Neckar Automobilwerke AG Heilbronn, vorm. NSU Automobile AG. Vanaf 1 september 1966 werd de merknaam NSU niet meer gebruikt en in 1968 verdween ook de naam Neckar.
In 1973 stopte het bedrijf definitief met de productie van auto's. Van 1929 tot 1973 werden hier in totaal 412.085 voertuigen gebouwd. Het Duitse verkoopbedrijf van Fiat was tot 2006 gevestigd in Heilbronn en is daar nog steeds aanwezig met centrale functies hoewel de vestigingsplaats eind 2007 naar Frankfurt am Main verhuisde.

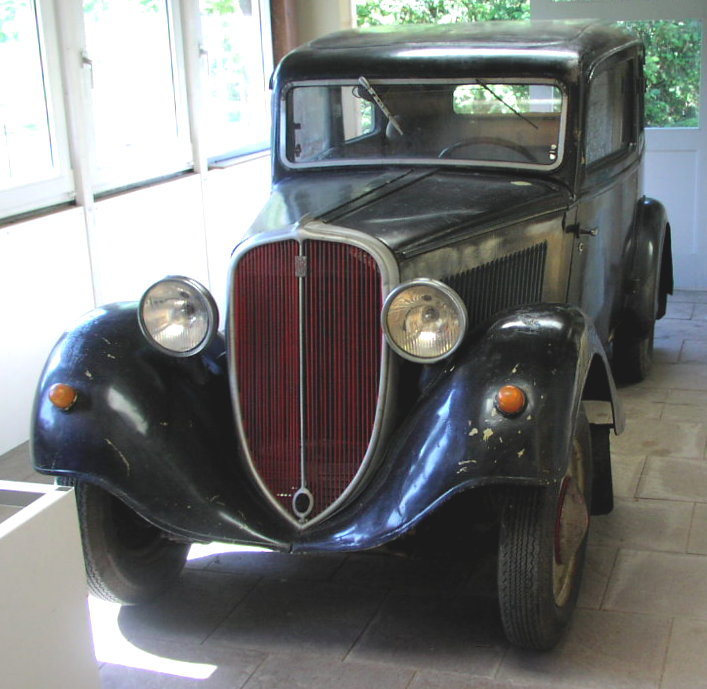
NSU-Fiat 1000 (1934)
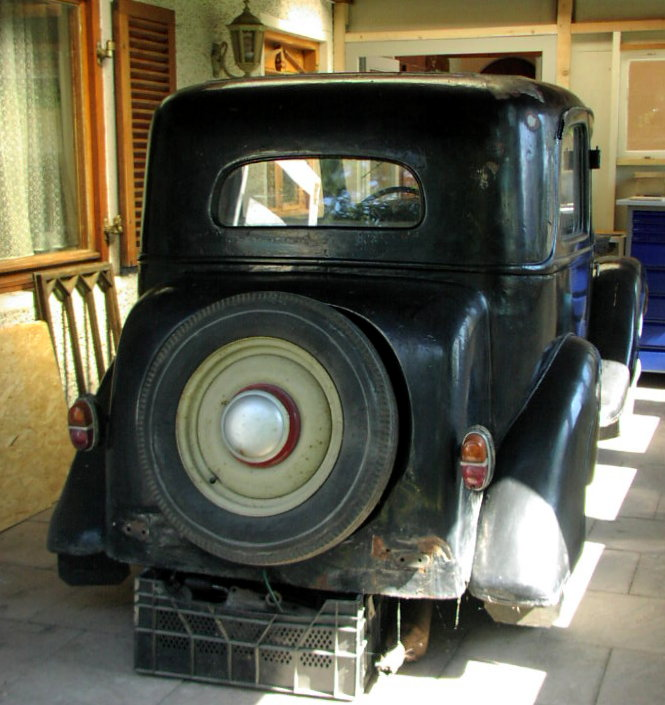
NSU-Fiat 1000 (1934)
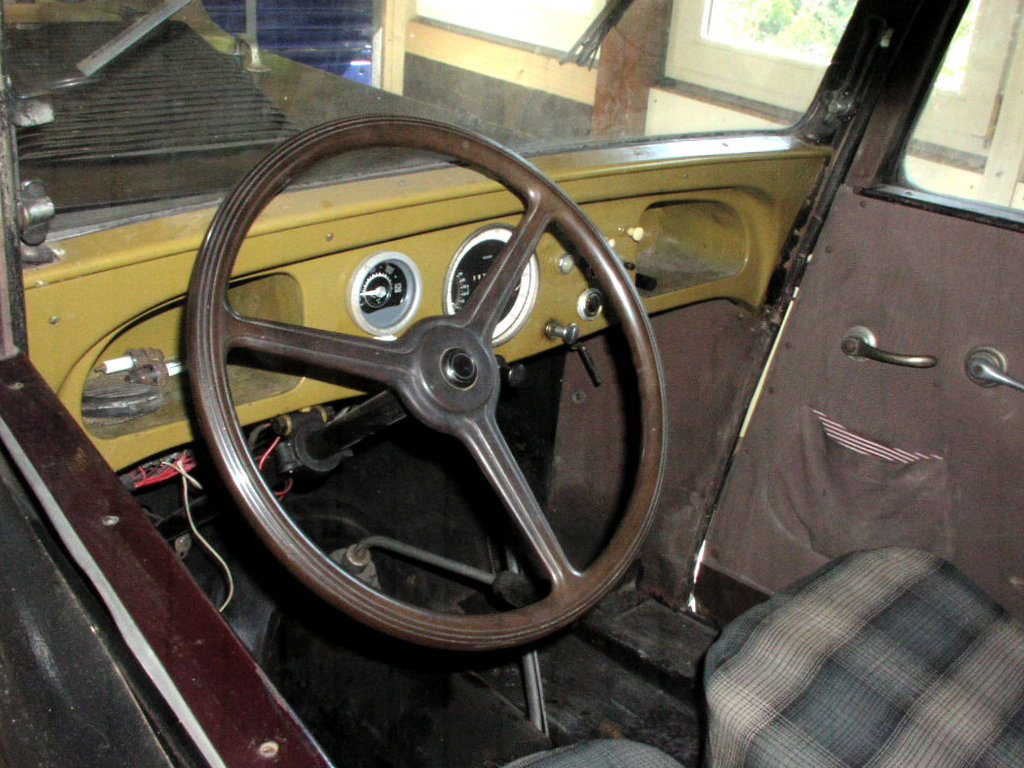
Dashboard NSU-Fiat 1000 (1934)
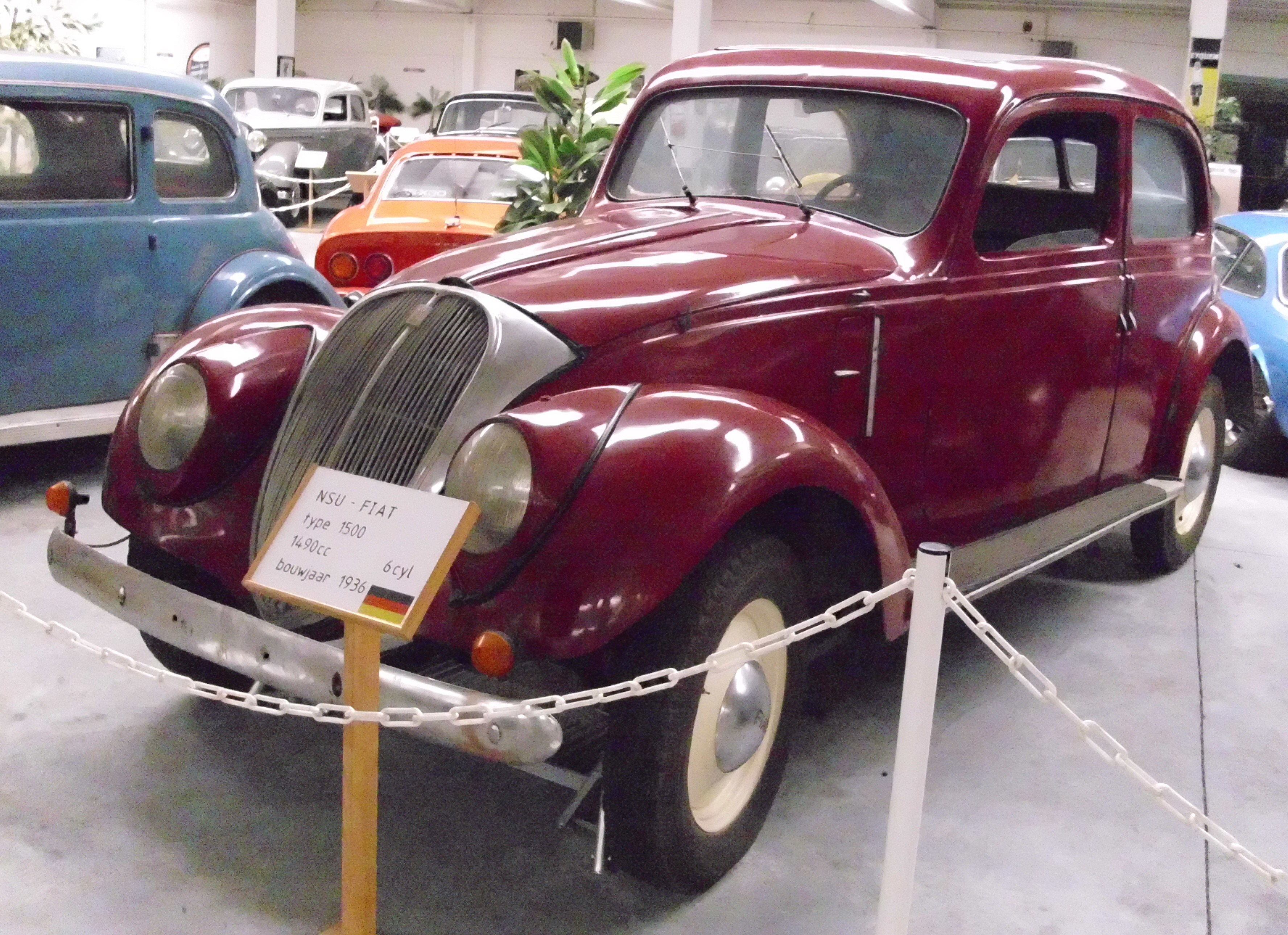
NSU-Fiat 1500 (1936)
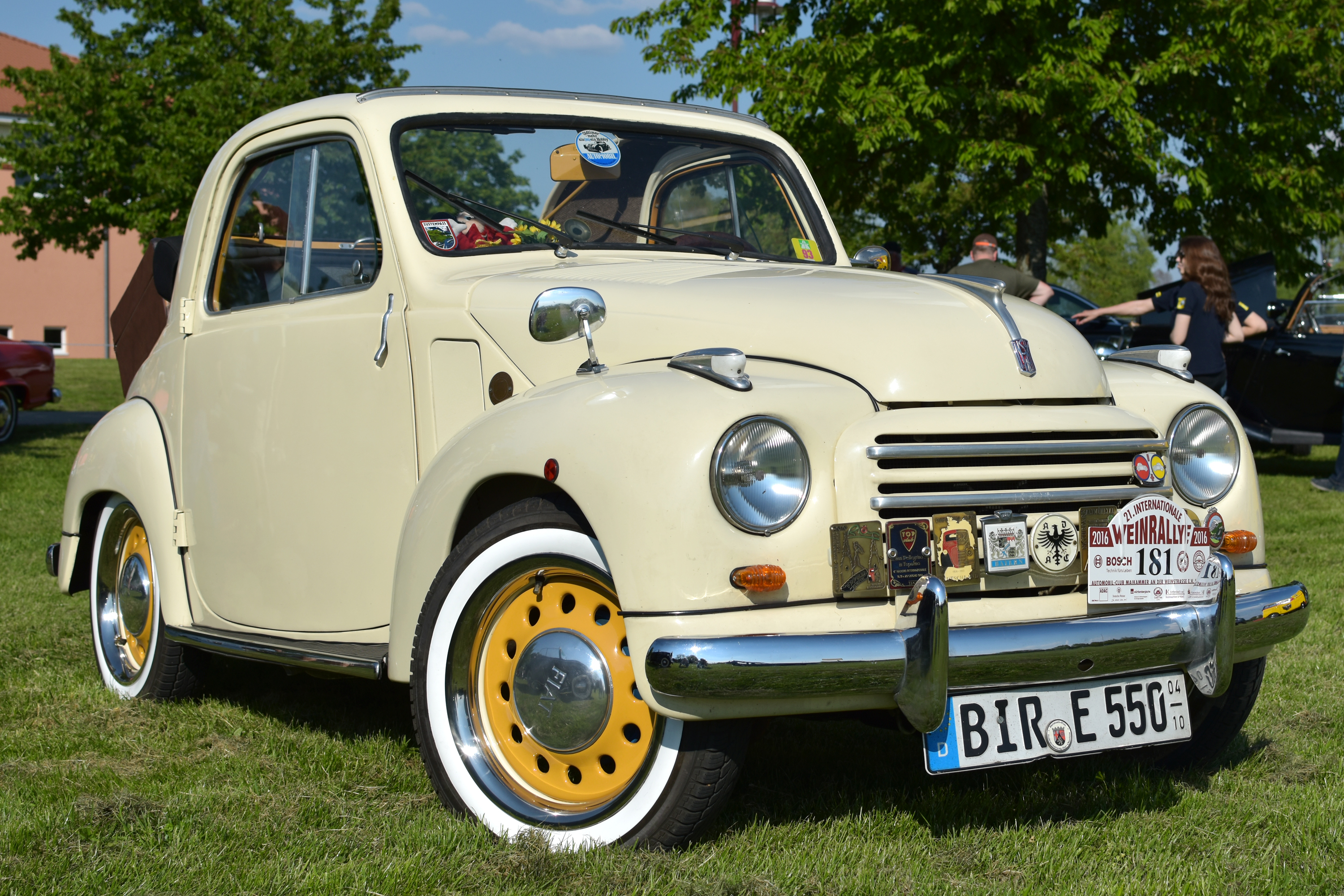
NSU-Fiat 500C (1952)
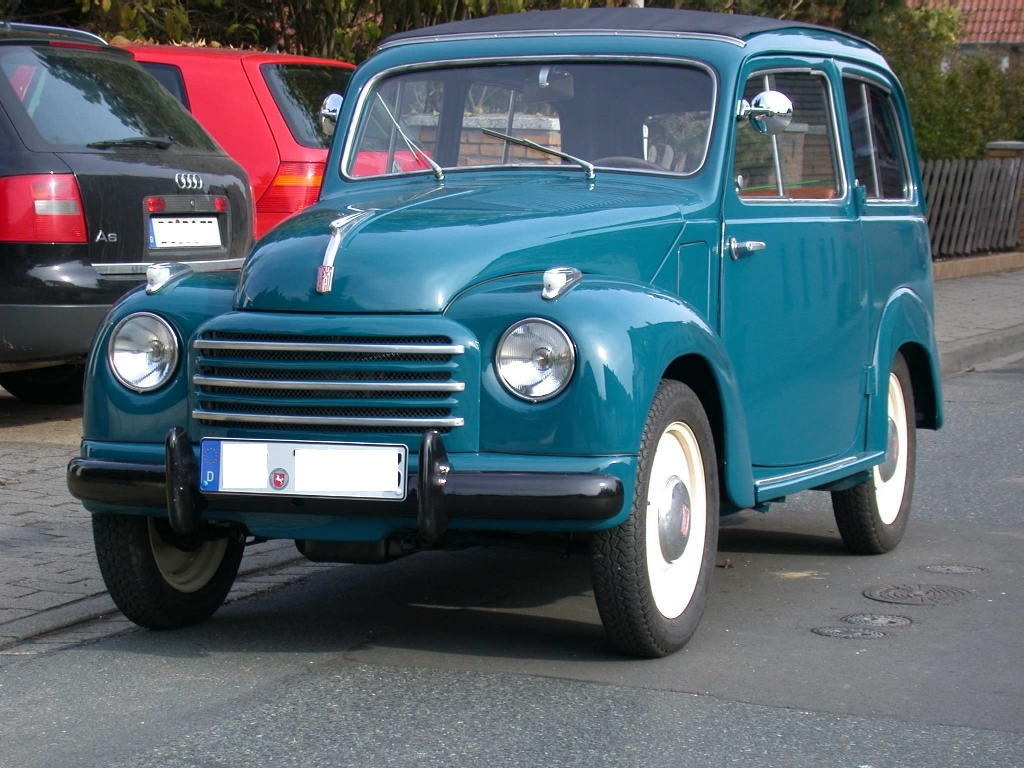
NSU-Fiat 500C (1953)
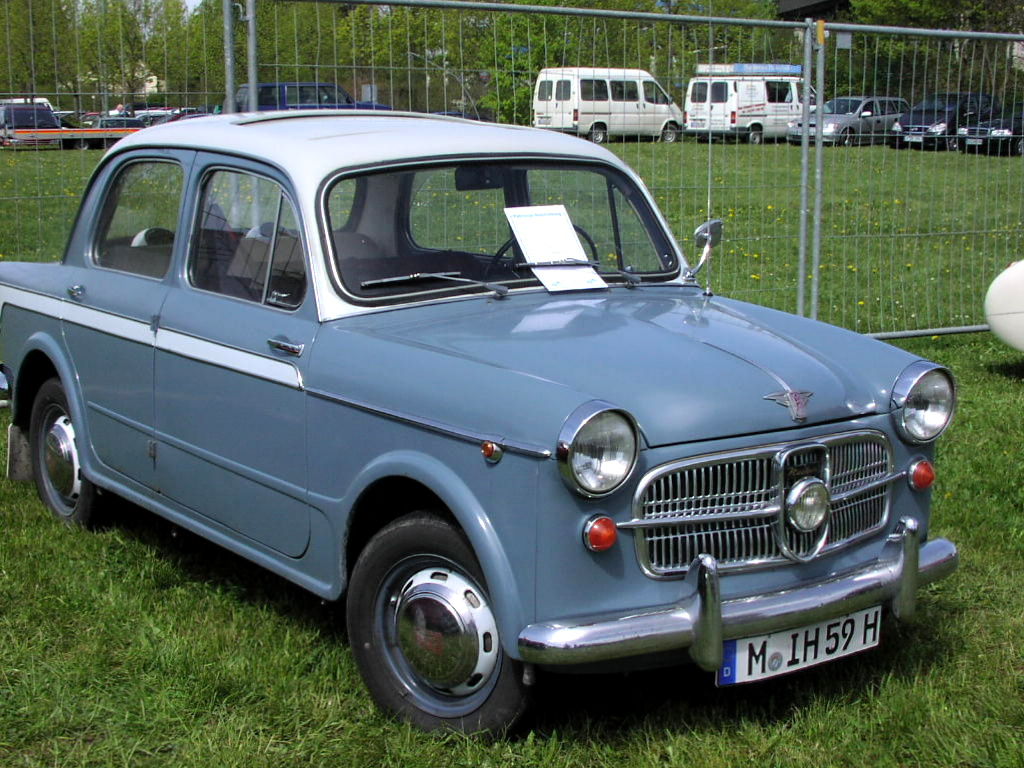
NSU-Fiat Neckar 1100-103 H (1959)